# Dale Messick
Dale Messick (née à South Bend le 11 avril 1906 et morte dans le comté de Sonoma le 5 avril 2005) est une auteure de bande dessinée américaine. 

## Biographie

### Jeunesse
Dale Messick naît le 11 avril 1906 à South Bend. Après des études à l'université elle commence à proposer des strips à des journaux. Elle signe du nom de Dalia, le premier Weegee avant de choisir comme nom de plume Dale Messick pour que les éditeurs ne sachent pas qu'elle est une femme. Weegee est refusé et les trois suivants dont Mimi the Mermaid et The Streamline Babies, connaissent le même sort. Trina Robbins suppose dans son livre Pretty in Ink que les sujets proposés étaient trop en avance ou trop hors-normes pour être acceptés. Weegee a pour héroïne une jeune femme de la campagne qui arrive en ville pour gagner sa vie alors que les strips présentaient plutôt des flappers, jeunes femmes sans soucis d'argent et dont le sujet de préoccupation principal est les garçons. The Streamline Babies réalisé après 1929 est plus dans l'air du temps mais l'éditeur à qui elle les propose préfère une adaptation d'un personnage sous licence. Enfin Mimi the Mermaid a pour héroïne une sirène et aucun strip n'a jamais eu pour héroïne ce personnage fantastique. 

### Brenda Starr, Reporter
Elle reste célèbre pour avoir créé en 1940 le comic strip Brenda Starr, Reporter, qui met en scène les aventures débridée d'une journaliste multipliant par ailleurs les conquêtes masculines. D'abord diffusée au sein d'un supplément dominical encarté dans différents journaux, Brenda Starr accède au strip quotidien en 1945. Sa popularité (le strip est adapté au cinéma dès 1945) fait de Messick l'une des premières auteures de bande dessinée réputée aux États-Unis, et lui vaut plusieurs prix. 
Messick confie le dessin de sa série à Ramona Fradon en 1980, et abandonne le scénario à Linda Sutter en 1982. Elle continue cependant à dessiner pour un journal local d'Oakmont jusqu'en 1998. 

## Prix, récompenses et hommages

### Hommage
En 1995, l'US Postal Service édite un timbre reprenant un de ses dessins, dans une série honorant vingt grands auteurs nationaux, tous décédés hormis elle.

### Récompenses
- 1976 : Prix du comic strip à suivre de la National Cartoonists Society (NCS)
- 1976 : Prix Inkpot
- 1998 : Prix Milton Caniff de la NCS
- 1998 : Temple de la renommée des auteures de bande dessinée
- 2001 : Temple de la renommée Will Eisner. Elle est la première femme à être ajoutée à ce principal temple de la renommée de la bande dessinée américaine (44 hommes l'avaient été avant elle)[4].